# Neurochirurgia
La neurochirurgia è una branca della medicina che interviene sul sistema nervoso centrale e sul sistema nervoso periferico accedendo perciò al cervello, al midollo spinale, alla colonna vertebrale e ai nervi. Si occupa del trattamento chirurgico e della diagnosi di patologie neurochirurgiche (es: neoplasie, tumori, patologie del rachide, scoliosi, idrocefalo, epilessia, demenze e Parkinson farmaco-resistenti).
La neurochirurgia si divide in svariate partizioni, tra le più importanti ricordiamo:
- cerebrale;
- vascolare;
- spinale e del SNP;
- oncologica;
- funzionale.

## Patologie d'interesse neurochirurgico
Per una visita neurochirurgica generalmente i sintomi sono: elevato dolore alla colonna o a un arto, dolore e formicolii a un arto, paresi ad arti o a viso compreso blocco della parola, episodio di sincope, deficit improvviso alla vista. 
Le condizioni neurochirurgiche includono principalmente lesioni o tumori del cervello, del midollo spinale e del sistema nervoso periferico.
Le condizioni che generalmente richiedono il trattamento neurochirurgico sono:
- erniazione del disco intervertebrale.
- Stenosi spinale.
- Idrocefalo.
- Trauma cranico (ematomi subdurali, ematoma extradurale fratture craniche scomposte ed affondate, ecc.).
- Traumi della colonna vertebrale, fratture vertebrali instabili. Compressioni midollari da ematomi o frammenti ossei o ernie discali traumatiche.
- Tumore cerebrale.
- Tumore della colonna vertebrale e del midollo spinale e nervi periferici.
- Aneurisma cerebrale e altre malformazioni vascolari del sistema nervoso centrale.
- Trauma fisico del sistema nervoso periferico.
- alcune forme di emorragia cerebrale e/o midollare, come emorragia subaracnoidea, oppure ematoma intraparenchimale e/o intraventricolare.
- Alcune forme di epilessia farmacoresistente.
- Sindrome di Arnold Chiari.
- Alcune forme di disturbi del movimento (del tipo extrapiramidale malattia di Parkinson, Corea, ballismo-emiballismo atetosi) - ciò prevede l'uso di tecniche chirurgiche minimamente invasive stereotassia/chirurgia stereotassica/neurochirurgia funzionale. Alcune forme di dolore intrattabile, da cancro o trauma del sistema nervoso centrale e/o periferico.
- Malformazioni del sistema nervoso.
- Stenosi carotidea extracranica (quest'ultima patologia può essere trattata anche dalla chirurgia vascolare).
- Malformazioni vascolari del cervello e del midollo spinale.
- Sindrome del tunnel carpale.
- Malattia Moyamoya.
- Craniolacunia.
- Embolia cerebrale.
- Epilessia farmaco-resistente.

## Accedere al cervello
Per poter agire direttamente al cervello viene effettuata una craniotomia che solitamente viene effettuata in anestesia generale, ma in alcuni casi in anestesia locale (soprattutto quando si deve asportare un tumore nei pressi della zona che controlla il linguaggio o altro).
Si procede rasando completamente o parzialmente la testa del paziente e successivamente deve essere detersa accuratamente onde evitare infezioni.
Si incide il cuoio capelluto nella parte da operare con un taglio semi-circolare, successivamente vengono effettuati tramite un trapano dei fori in alcune parti del cranio. Poi i fori creati vengono uniti mediante l'uso di una sega elettrica detta craniotomo, mentre in alcuni casi possono essere usate delle frese da taglio. Rimosso l'osso, viene incisa la dura madre per l'accesso allo spazio subdurale e al parenchima cerebrale.

## Accedere al midollo spinale
Si accede al midollo spinale tramite una incisione sulla schiena, in corrispondenza del livello a cui bisogna intervenire. I muscoli che coprono la colonna vertebrale vengono spostati e successivamente si rimuove una porzione degli archi delle vertebre esposte, scoprendo così il midollo spinale avvolto nelle sue membrane (meningi); questa operazione è nota come laminectomia.

## Neurochirurghi
- Giovanni Andrea Della Croce, uno dei più importanti neurochirurghi del XIV secolo
- Harvey Cushing, conosciuto come il padre della moderna neurochirurgia.
- Gazi Yaşargil, conosciuto come il padre della microneurochirurgia.
- Ludvig Puusepp, noto come uno dei padri fondatori della moderna neurochirurgia, primo professore mondiale di neurochirurgia.
- Walter Dandy, noto come uno dei padri fondatori della moderna neurochirurgia.
- Hirotaro Narabayashi, pioniere di neurochirurgia stereotassica.
- Alim-Louis Benabid, conosciuto come uno degli sviluppatori di chirurgia stimolazione cerebrale profonda per disturbi del movimento.
- Wilder Penfield, conosciuto come uno dei padri fondatori della moderna neurochirurgia, e pioniere della neurochirurgia epilessia.
- Joseph Ransohoff, noto per il suo uso pionieristico di imaging medicale e cateterizzazione in neurochirurgia, e per aver fondato il primo reparto di terapia intensiva di neurochirurgia.
- Robert F. Spetzler, il neurochirurgo vascolare più prolifico nel mondo e direttore del Barrow Neurological Institute.
- Lars Leksell, neurochirurgo svedese che ha sviluppato il Gamma Knife.
- Benjamin Carson, rinomato neurochirurgo pediatrico al Johns Hopkins Hospital, pioniere in emisferectomia, e pioniere nella separazione di gemelli craniopagus (uniti dalla testa).
- John R. Adler, neurochirurgo che ha inventato il CyberKnife.
- Wirginia Maixner, neurochirurgo pediatrico all'Hospital per bambini Reale di Melbourne. Principalmente noto per aver separato le gemelle siamesi del Bangladesh, Trishna e Krishna.
- Frank Henderson Mayfield, ha inventato la morsa per cranio Mayfield, utilizzata nella chirurgia di cranio e rachide.
- Alex Alfieri, neurochirurgo italiano.
- Ayub K. Ommaya, ha inventato il serbatoio Ommaya.
- Antonio Bernardo, neurochirurgo italiano.
- Francesco Ferro Milone, neurochirurgo italiano e pioniere della neurochirurgia stereotassica in Italia.
- Luka Valentin Felixovich Voyno-Yasenetsky, neurochirurgo russo, Santo della Chiesa Ortodossa e vincitore del Premio Stalin.